# Supernova
Una supernova és una explosió estel·lar tremendament energètica i lluminosa. Es tracta d'un esdeveniment astronòmic transitori que correspon a les fases finals de la vida d'un estel massiu o l'embalament de la fusió nuclear en un nan blanc. L'objecte original, el progenitor, es col·lapsa per esdevenir un estel de neutrons o un forat negre o és destruït. Una supernova pot arribar a brillar tant com una galàxia sencera abans d'anar-se apagant en un període de setmanes o mesos.
L'última observada a la Via Làctia fou la supernova de Kepler, el 1604, apareguda al firmament poc després de SN 1572, però s'han detectat romanents de supernoves més recents. L'estudi d'aquest fenomen en altres galàxies fa pensar que a la Via Làctia es produeixen una mitjana de tres supernoves cada segle, que segurament es podrien observar amb telescopis moderns, mentre que les supernoves del 1572 i el 1604 fins i tot es podien veure a ull nu. La supernova visible a ull nu més recent és SN 1987A, el resultat de l'explosió d'un supergegant blau al Gran Núvol de Magalhães, una galàxia satèl·lit de la Via Làctia.
Fonamentalment, s'originen a partir d'estels massius que ja no poden fusionar més el seu nucli, esgotat i incapaç de sostenir-se per mitjà de la pressió de degeneració dels electrons, la qual cosa les porta a contraure's sobtadament i a generar, en el procés, una gran emissió d'energia. També existeix un altre procés més violent capaç de generar emissions molt més intenses; es produeix quan un nan blanc company d'una altre estel, encara actiu, agrega prou massa procedent de la segona com per a superar el límit de Chandrasekhar i procedir a la fusió instantània de tot el seu nucli, fet que genera una enorme explosió termonuclear que expulsa gairebé tot el material que la formava. Les supernoves poden alliberar de l'ordre de 10×1044 joules d'energia. Per això, hom ha adoptat el foe (equivalent a 10×1044 J) com a unitat estàndard per mesurar l'energia de les supernoves.
Les supernoves provoquen l'expulsió de les capes superficials de l'estel en forma d'enormes ones de xoc, omplint l'espai que les envolta d'elements pesants, que originen núvols de pols i gas. Quan el front d'ona de l'explosió arriba a altres núvols de gas i pols propers, els comprimeix i aquest fet pot desencadenar la formació de noves nebuloses que formin, posteriorment, nous sistemes estel·lars, potser amb planetes rocosos, a causa de l'esmentada presència d'elements pesants procedents de l'explosió de la supernova.

## Etimologia
Deriva de la paraula llatina nova, que fa referència al que sembla ser un nou estel brillant temporal. Afegir el prefix "super-" distingeix les supernoves de les noves ordinàries, que són molt menys lluminoses. La paraula supernova va ser encunyada per Walter Baade i Fritz Zwicky, que van començar a utilitzar-la en conferències d'astrofísica el 1931. El seu primer ús en un article de revista es va produir l'any següent en una publicació de Knut Lundmark, que potser l'havia encunyat de manera independent.

## Conveni de nomenclatura

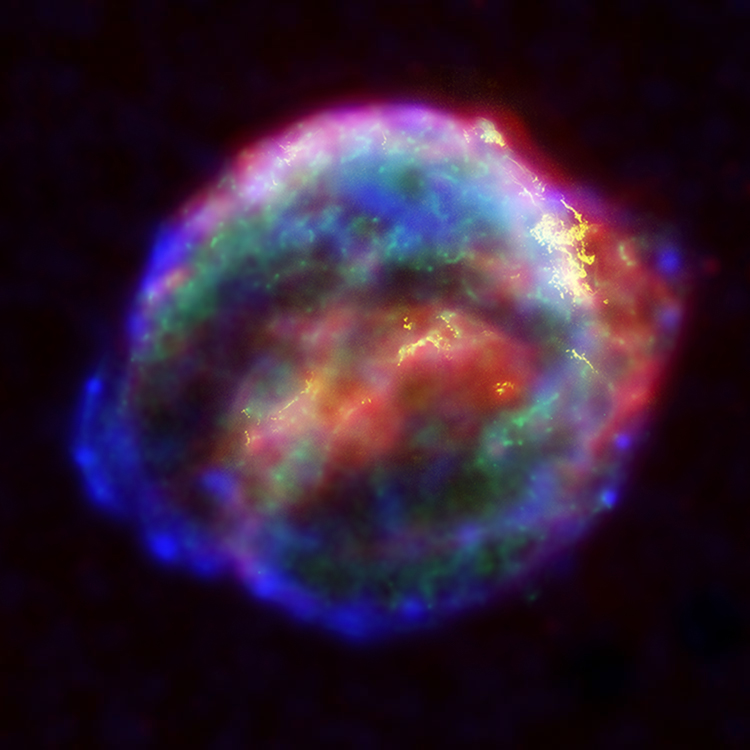
Imatge de compilació de Raigs X, infrarojos i òptica de longitud d'ona múltiple del remanent de supernova de Kepler, SN 1604.

Els descobriments de supernova s'informa a l'Oficina Central de Telegrames Astronòmics de la Unió Astronòmica Internacional, que envia una circular amb el nom que assigna a aquesta supernova. El nom es forma a partir del prefix SN, seguit de l'any de descobriment, amb un sufix amb una designació d'una o dues lletres. Les primeres 26 supernoves de l'any estan designades amb una lletra majúscula de la A a la Z. A continuació, s'utilitzen parells de lletres minúscules: aa, ab, etc. Per tant, per exemple, SN 2003C designa la tercera supernova informada l'any 2003.
Les supernoves històriques es coneixen simplement per l'any en què es van produir: SN 185, SN 1006, SN 1054, SN 1572 (anomenada Nova Tycho) i SN 1604 (Estel de Kepler). Des de 1885 s'utilitza la notació de lletres addicionals, fins i tot en els casos en què només es va descobrir una supernova aquell any (per exemple, SN 1885A, SN 1907A, etc.). SN, per a SuperNova, és un prefix estàndard. Fins al 1987, les designacions de dues lletres poques vegades eren necessàries; des de l'any 1988, es necessiten cada any. Des del 2016, el nombre creixent de descobriments ha portat regularment a l'ús addicional de designacions de tres lletres. Després de zz ve aaa, després aab, aac, etc. Per exemple, l'última supernova conservada al Catàleg de Supernoves d'Asiago quan es va acabar el 31 de desembre de 2017 porta la designació SN 2017jzp.

## Tipus
Les supernoves es classifiquen segons les línies d'absorció de diferents elements químics que apareixen en els seus espectres. La primera clau per a la divisió és la presència o absència d'hidrogen. Si l'espectre d'una supernova no conté cap línia d'hidrogen, se la classifica com de tipus I, altrament es classifica com de tipus II. Dins d'aquests dos grups principals, hi ha també subdivisions d'acord amb la presència d'altres línies en la corba de llum. Esquemàticament, la classificació n'és la següent:
- Tipus I: sense línies de Balmer de l'hidrogen:

- Tipus Ia: línia Si II a 615,0 nm
- Tipus Ib: línia He I a 587,6 nm
- Tipus Ic: sense línies de l'heli

- Tipus II: amb línies de Balmer de l'hidrogen:

- Tipus II-P: corba amb altiplà
- Tipus II-L: corba amb decreixement lineal

### Tipus I

Corba de llum per al tipus Ia SN 2018gv

Les supernoves de tipus I es subdivideixen en funció dels seus espectres, amb el tipus Ia que mostra una forta línia d'absorció de silici ionitzat. Les supernoves de tipus I sense aquesta línia forta es classifiquen com a tipus Ib i Ic, amb el tipus Ib que mostra línies d'heli neutres fortes i el tipus Ic en manca. Històricament, les corbes de llum de les supernoves de tipus I s'han vist molt semblants, massa per fer distincions útils. Tot i que s'han estudiat les variacions de les corbes de llum, la classificació es continua fent per motius espectrals en lloc de la forma de la corba de llum.
Un petit nombre de supernoves de tipus Ia presenten característiques inusuals, com ara lluminositat no estàndard o corbes de llum ampliades, i aquestes es classifiquen normalment fent referència al primer exemple que mostra característiques similars. Per exemple, el sub-lluminós SN 2008ha sovint es coneix com a similar a SN 2002cx o classe Ia-2002cx.
Una petita proporció de supernoves de tipus Ic mostren línies d'emissió molt ampliades i barrejades que es prenen per indicar velocitats d'expansió molt elevades per als exclosos. Aquests s'han classificat com a tipus Ic-BL o Ic-bl.
Les supernoves rica en calci són un tipus rar de supernova molt ràpida amb línies de calci inusualment fortes en els seus espectres. Els models suggereixen que es produeixen quan el material s'acumula a partir d'una companya rica en heli en lloc d'un estel ric en hidrogen. A causa de les línies d'heli en els seus espectres, poden assemblar-se a supernoves de tipus Ib, però es creu que tenen progenitors molt diferents.

### Tipus II
Les supernoves de la tipus II també es poden subdividir en funció dels seus espectres. Tot i que la majoria de les supernoves de tipus II mostren línies d'emissió molt àmplies que indiquen velocitats d'expansió de molts milers de kilòmetres per segon, algunes, com SN 2005gl, tenen característiques relativament estretes en els seus espectres. Aquests s'anomenen tipus IIn, on la "n" significa "estret", per l'anglès "narrow".
Unes quantes supernoves, com ara SN 1987K i SN 1993J, semblen canviar de tipus: mostren línies d'hidrogen en els primers moments, però, durant un període de setmanes a mesos, es tornen dominades per línies d'heli. El terme "tipus IIb" s'utilitza per descriure la combinació de característiques normalment associades amb els tipus II i Ib.
Les supernoves de tipus II amb espectres normals dominats per àmplies línies d'hidrogen que romanen durant la vida del declivi es classifiquen en funció de les seves corbes de llum. El tipus més comú mostra un "altiplà" distintiu a la corba de llum poc després de la brillantor màxima on la lluminositat visual es manté relativament constant durant uns quants mesos abans que es reprengui el descens. Aquests s'anomenen tipus II-P fent referència a l'altiplà (per l'anglès "plateau"). Menys comunes són les supernoves tipus II-L que no tenen un altiplà diferent. La "L" significa "lineal" (en anglès "linear"), encara que la corba de llum no és en realitat una línia recta.
Les supernoves que no encaixen en les classificacions normals es designen peculiars, o "pec".

### Tipus III, IV i V
Zwicky va definir tipus de supernoves addicionals a partir d'uns pocs exemples que no s'ajustaven clarament als paràmetres de les supernoves de tipus I o de tipus II. SN 1961i a NGC 4303 va ser el prototip i l'únic membre de la classe de supernoves de tipus III, destacada per la seva àmplia corba de llum màxima i les àmplies línies de Balmer d'hidrogen que van tardar a desenvolupar-se en l'espectre. SN 1961f a NGC 3003 era el prototip i l'únic membre de la classe de tipus IV, amb una corba de llum semblant a una supernova de tipus II-P, amb línies d'absorció d'hidrogen però línies d'emissió d'hidrogen febles. La classe de tipus V es va encunyar per a SN 1961V a NGC 1058, una supernova feble inusual o supernova impostora amb un augment lent de la brillantor, un màxim que dura molts mesos i un espectre d'emissió inusual. Es va observar la similitud de l'SN 1961V amb el Gran Esclat de l'Eta Carinae. Les supernoves de M101 (1909) i M83 (1923 i 1957) també es van suggerir com a possibles supernoves de tipus IV o V.
Ara tots aquests tipus es tractarien com a supernoves peculiars de tipus II (IIpec), de les quals s'han descobert molts més exemples, si bé encara es debat si SN 1961V va ser una veritable supernova després d'un esclat de VLB o una impostora.

## Supernoves històriques
La següent és una llista de les supernoves més importants observades des de la Terra en temps històrics. Les dates que s'hi donen assenyalen el moment en què van ser observades. En realitat, les supernoves van ocórrer molt abans, ja que la seva llum ha trigat cents o milers d'anys a arribar fins a la Terra.
- 185 - SN 185, probablement la primera supernova registrada a la història.
- 1006 – SN 1006 – supernova molt brillant. Referències a Egipte, l'Iraq, Itàlia, Suïssa, la Xina, el Japó i, possiblement, França i Síria.
- 1054 – SN 1054 – originà l'actual nebulosa del Cranc. Se'n tenen referències pels astrònoms xinesos i, possiblement, pels nadius americans.
- 1181 – SN 1181 – observada per astrònoms xinesos i japonesos. Es produeix a Cassiopea i deixa com a resta l'estel de neutrons 3C 58.
- 1572 – SN 1572 – supernova a Cassiopea, observada per Tycho Brahe i descrita en el seu llibre De nova stella, en què apareix per primera vegada el terme nova (tot i que, actualment, nova té un significant diferent).
- 1604 – SN 1604 – supernova a Ophiuchus, observada per Johannes Kepler. És la darrera supernova observada a la Via Làctia.
- 1670 - 1690 – Cassiopea A – supernova a Cassiopea, no observada directament a la Terra, però s'estima que la llum de l'explosió va arribar-ne a la Terra a finals del segle xvii. El seu romanent apareix avui en dia, vist des de la Terra, com un núvol expansiu de 10 anys-llum d'amplada.
- 1885 – S Andromedae. Té lloc a la galàxia d'Andròmeda, descoberta per Ernst Hartwig.
- 1987 – SN 1987A al gran núvol de Magalhães. Fou la primera oportunitat de posar a prova, amb les observacions directes, les teories modernes sobre la formació de les supernoves.